# Mario Osuna
Mario Humberto Osuna Pereznuñez (Culiacán, 20 agosto 1988) è un calciatore messicano, centrocampista svincolato.

## Carriera

### Club
Ha sempre giocato nel campionato messicano.

### Nazionale
Ha esordito in nazionale nel 2015.